# Dwór Kuropatnickich w Tarnowcu
Dwór Kuropatnickich w Tarnowcu, zwany też Starym dworem – dwór wybudowany na przełomie XVII i XVIII w. znajdujący się w miejscowości Tarnowiec koło Jasła.

## Opis
Dwór zbudowany został na przełomie XVII i XVIII w. dla rodziny Kuropatnickich, która była właścicielem Tarnowca od połowy XVII w.
Był to drewniany parterowy budynek na rzucie prostokąta z wysuniętym niewielkim portykiem na czterech kolumnach od frontu. Po wybudowaniu na początku XIX nowego dworu murowanego przez Pilińskich stary dwór stracił na znaczeniu i pełnił funkcję oficyny. Po zniszczeniach wojennych i powojennych w okresie użytkowania przez Gminną Spółdzielnię Samopomoc Chłopska w Tarnowcu, dwór rozebrano w latach 70. XX w. Pozostałe piwnice w 2003 uznano jako zabytkowe.
W otoczeniu piwnic po starym dworze Kuropatnickich znajduje się dwór Pilińskich i resztki parku krajobrazowego z aleją dojazdową ze szpalerami kilkusetletnich lip.